# Джеймс Маккуллаг
Джеймс Маккуллаг (англ. James MacCullagh; 1809, Ландагауссі, Тірон, Сполучене Королівство — 1847, Дублін, Ірландія, Сполучене Королівство) — британський ірландський фізик-теоретик і геометр, від 1833 року академік Ірландської академії наук.

## Життєпис
Народився в Ландагауссі біля Плюмбріджа; коли йому було 10 років, родина переїхала до Страбана.
Від 1833 року був професором математики в Триніті-коледжі Дубліна, від 1842 року — професором натурфілософії в ньому ж. Як фізик-оптик працював здебільшого в 1830-ті роки, як геометр — у 1840-ві.
Наклав на себе руки — ймовірно через те, що не міг запропонувати в останні роки життя нових математичних теорій.

## Наукова діяльність
У галузі математики працював перш за все як геометр; у галузі фізики його дослідження стосувалися оптики, а також математичної фізики й електрики. Його праці з геометрії оцінювали не нижче, ніж праці найвідоміших французьких геометрів його часу. З фізики праці Маккуллага мали також суто математичний характер. На його честь названо еліпсоїд Маккуллага, який він увів у задачі про обертання твердого тіла. 1839 року Маккуллаг запропонував теорію нестисливого ефіру, названу динамічною теорією Маккуллага. Вчений виходив з того, що ефірне середовище має незвичайні властивості, а саме пружність тільки стосовно обертання елементів ефіру, і не чинить жодного опору іншим видам деформації. Ефір Маккулага може реагувати на збурення в оптичних процесах в єдиний спосіб — поворотом якогось елемента свого об'єму навколо деякої осі. Хоча теорія Маккуллага була математично бездоганною (особливо відомо було його геометричне дослідження знайденої Френелем поверхні світлової хвилі), вона не здобула визнання. Про теорію Маккуллага згадали після створення Максвеллом електромагнітної теорії світла (1864), оскільки в частині що стосується математичних формул, обидві теорії цілком збігаються. Праці Маккулага друкувалися в «Transactions of the В.Irish Academy» (томи XVI—XXII) і зібрані в «Collected Works» (Dublin University Press Series, 1880).